# Kim Yong-chun
Kim Yong-chun (Ryanggang, 4 marzo 1936 – 16 agosto 2018) è stato un generale e politico nordcoreano, Ha avuto il grado di Maresciallo dell'armata del popolo coreano e ricopriva gli incarichi di vicepresidente della Commissione di Difesa Nazionale (dal 2009 al 2011) e capo di Stato Maggiore dell'Esercito Popolare Coreano. È stato anche ministro delle Forze Armate Popolari..

## Biografia
Nato nel 1936 nella provincia del Ryanggang, ha frequentato la Scuola Rivoluzionaria di Mangyongdae e l'Università Militare Kim Il-sung, prima d'iniziare la sua carriera negli apparati del partito e nell'Armata Popolare Coreana. Ha servito come segretario del Comitato Provinciale del Pyongan Meridionale del Partito del Lavoro di Corea negli anni 1960 e fu eletto membro supplente del Comitato centrale del Partito del Lavoro di Corea nel 1980 al 6º Congresso del Partito. Nel 1986 è stato elevato a membro titolare del Comitato centrale e deputato dell'Assemblea popolare suprema. È stato epurato nel 1988 insieme al capo di stato maggiore generale O Kuk-ryol per controversie con O Chin-u.
Nel dicembre 2011, dopo la morte del leader, è stato classificato quinto tra i membri del comitato funerale di Kim Jong-il, subito dopo Kim Jong-un e i membri del Politburo del Presidium (Kim Yong-nam, Choe Yong-rim e Ri Yong-ho), segnalando la sua importante posizione nella nuova leadership.
È stato sostituito come ministro da Kim Jong-gak e nominato direttore del Dipartimento della Protezione Civile del PLC nell'aprile del 2012.